# Julie McCullough
Julie Michelle McCullough (Honolulu, Hawái; 30 de enero de 1965) es una modelo, actriz y humorista estadounidense. Poso para la revista Playboy como la Playmate del mes de febrero de 1986, e interpretó a Julie Costello en Los problemas crecen.

## Primeras etapas de la vida
McCullough, que es de ascendencia irlandesa, nació en Honolulu, Hawái y su nombre se debe a una canción de 1950 llamada "Oh Julie". Tiene un hermano mayor, Joey, y sus padres se divorciaron cuando ella tenía 4 años. Su madre, Nancy, una ama de casa, se casó con Herman Paynter, un infante de marina, un año más tarde. Además de vivir en Honolulu, ella creció en varios estados, incluyendo Carolina del Norte, Virginia Occidental, Florida, Luisiana, Misuri, Texas, Nevada y California, así como Canadá e Italia.

## Carrera

### Modelaje
McCullough trabajó como modelo en su adolescencia antes de mudarse a California. En 1983, se graduó de la secundaria y vivía en Allen, Texas, cuando un fotógrafo se acercó a ella para ofrecerle posar para la revista Playboy.
Se convirtió en una modelo de Playboy donde apareció en cuatro publicaciones: febrero de 1985 (en la cubierta y como parte de una revista ilustrada de "Girls of Texas"), febrero de 1986 (como la Playmate del mes), septiembre de 1986 (en la cubierta y como parte de "Farmer's Daughters") y octubre de 1989 (una compilación post Growing Pains de sus tres primeros lanzamientos con fotos extras).
En 1989, funcionarios del Festival Azalea de Carolina del Norte despojaron a Julie McCullough de su corona como reina de la Azalea de Wilmington, debido a la controversia en torno a su aparición como supermodelo de Playboy. En 2004, la actriz se expresó en una guía de instrucciones en el videojuego Playboy: The Mansion.

### Actuación
McCullough encontró trabajo en una serie de proyectos de televisión y cine. Su trabajo incluyó Max Headroom, The Golden Girls, un papel en la película de 1987 Big Bad Mama II coprotagonizada por Angie Dickinson, Superboy y la película de terror de 1988, The Blob. Además, protagonizó la serie de aventuras de Robin's Hoods como Stacey Wright junto al cantante y actor Rick Springfield. Robin's Hoods duró una temporada en la televisión.

### Growing Pains
Consiguió el papel de niñera en la que interpretaba a Julie Costello en el programa Growing Pains en 1989, donde apareció en ocho episodios hasta que fue despedida en 1990, la razón supuestamente provenía de la conversión de la estrella de la serie Kirk Cameron al cristianismo evangélico, una conversión que de acuerdo con E! True Hollywood Story, le sirvió para alejarse de sus compañeros de reparto, con actitudes como la de no invitar a ninguno de ellos a su boda.
En su autobiografía de 2008 Still Growing, Cameron indica que él no llamó para que ella fuera despedida y que los productores del show han afirmado que el personaje de Julie nunca fue pensado para ser permanente. Sin embargo, la historia que se cuenta es que Cameron llamó para la terminación de McCullough en la serie, debido a sus objeciones a ella por haber posado desnuda en Playboy, acusando a los productores del programa de promoción a la pornografía. Una década más tarde, Cameron se disculpó con su familia de la TV por algunos de su comportamientos anterioriores, debido a su falta de madurez.
Según se informa,  él no se reconcilió con McCullough, quien dice que el actor se negó a hablar con ella durante un encuentro posterior. Ella sigue siendo crítica con él, declarando que ha perdido mucho debido a la reprobación pública que sufrió durante la controversia. McCullough ha criticado la televisión evangélica que produjo Cameron, donde ella se ha visto en una ocasión, diciendo en su página de MySpace:
"Él piensa que si leo libros de ciencia voy al infierno. [Yo quisiera] más bien reír con los pecadores que llorar con los santos ... Los pecadores son mucho más divertidos. Y son mucho más interesantes que algunos quemadores de libros que todavía tiene Growing Pains. Estoy en paz con Dios. Kirk piensa que la gente como yo va al infierno, si tengo que ir, por lo menos voy  a hacerlo bien informada y bien leída."
Después del escándalo de Growing Pains, hizo varias apariciones en televisión: Beverly Hills, 90210, Jake and the Fatman, Harry and the Hendersons y Drexell's Class.

### Comedia
McCullough ahora trabaja como comediante de stand-up, y se ha presentado en el Hollywood Improv, Palms Casino Resort y Laugh Factory. Ha participado en el reality show The Girls Next Door de canal E!. También tuvo participación en "Under the Covers", en el noveno episodio de la primera temporada, que se emitió en octubre de 2005, y "May the Horse Be With You", el segundo episodio de la tercera temporada, que se emitió en marzo de 2007.

## Vida personal
McCullough se casó con el actor canadiense David Sutcliffe el 10 de noviembre de 2001 y se divorció en diciembre de 2003.
Según Dave Itzkoff, al escribir un artículo de la revista Playboy en junio de 2006, durante el ascenso en popularidad de MySpace, McCullough fue "Embajadora no oficial de Playboy en la nación MySpace."
Además la humorista celebró su 50.º cumpleaños en The Comedy Store de Hollywood con un show de comedia stand-up con entradas agotadas. Entre los invitados estuvieron Tia Carrere y Paulie Shore.

## Filmografía
- 1987: Big Bad Mama II
- 1988: The Blob
- 1989-1990: Growing Pains (serie de televisión)
- 1990: The Golden Girls (serie de televisión) (Episodio "Mary had a Little Lamb")
- 1992: Round Trip to Heaven
- 1993: The Baby Doll Murders
- 1993: Arly Hanks (Piloto de televisión)
- 1994: In the Living Years
- 1994: The St. Tammany Miracle
- 1994-1995: Robin's Hoods (serie de televisión)
- 1996: Echo of Blue
- 1997: Top of the World
- 1997: Breast Men
- 1999: Me and Will
- 2000: Intrepid
- 2004: West from North Goes South
- 2011: 2012: Ice Age